# Kelsey Smith-Briggs
Kelsey Shelton Smith-Briggs (ur. 28 grudnia 2002, zm. 11 października 2005) jest ofiarą przemocy wobec dzieci. Zmarła w domu jej biologicznej matki Raye Dawn Smith i jej ojczyma Michaela Lee Portera. Śmierć dziecka była orzeczona jako zabójstwo. Kelsey była „ściśle” nadzorowana przez departament ochrony praw człowieka stanu Oklahoma; Oklahoma Department of Human Services (OKDHS) od stycznia 2005 do dnia śmierci.

## Narodziny i wczesne dzieciństwo
Kelsey urodziła się 28 grudnia 2002 r. w Oklahoma City. Na świat przyszła po rozwodzie rodziców. Dziewczynka wychowywana była przez matkę utrzymującą kontakty z rodziną ze strony jej biologicznego ojca. Pierwsze 2 lata życia Kelsey były spokojne. Do stycznia 2005 r., nie były zgłaszane władzom żadne oznaki przemocy wobec dziewczynki, ani nie było żadnych oznak przemocy zauważonych przez innych członków rodziny.

## Przemoc
Od stycznia 2005 r. aż do samego końca, były zgłaszane i udokumentowane przypadki stosowania przemocy wobec Kelsey. Udokumentowane obrażenia jakie z powodu przemocy odniosła dziewczynka to między innymi złamany obojczyk, złamane obie kończyny dolne, oraz wiele siniaków i zadrapań na twarzy i całym ciele.
Dnia 17 stycznia 2005 r. Oklahoma Department of Human Services (OKDHS) oficjalnie potwierdziło pierwszy przypadek stosowania przemocy wobec Kelsey, po tym jak dziewczynka została przywieziona do lokalnego pogotowia ze złamanym obojczykiem, siniakami i zadrapaniami w dolnej części pleców, na pośladkach i udach.
W kwietniu 2005 r. Kelsey miała złamane obie nogi. Eksperci medyczni orzekli, iż dziecko doznało spiralnych złamań kości w kilku miejscach wynikłe przez stosowanie przemocy. Po tym incydencie, Kelsey została zabrana spod opieki matki przez stanowe OKDHS, jednakże 15 czerwca 2005 roku, na zlecenie sędziego okręgowego Craiga Keya została umieszczona z powrotem w domu biologicznej matki, mimo braku zalecenia OKDHS. Sędzia stwierdził, że sprawca przemocy wobec Kelsey był „nieznany”.

## Śmierć
Kelsey Shelton Smith-Briggs zmarła 11 października 2005 r. w domu swej matki, Raye Dawn Smith i jej ojczyma, Michaela Lee Portera, w Meeker, w stanie Oklahoma. Śmierć była wynikiem zabójstwa i nastąpiła z powodu tępego urazu brzucha.

## Sentencja i wyrok
Michael Lee Porter (ojczym) został oskarżony o napaść na tle seksualnym i morderstwo pierwszego stopnia. W lutym 2007 r. przyznał się do winy i został skazany na 30 lat więzienia.
Raye Dawn Smith (biologiczna matka) została oskarżona o umożliwianie aktów przemocy i wykorzystywania dziecka.18 lipca 2007 r. została skazana na 27 lat więzienia.

## Reforma ustawy o ochronie dzieci
W marcu 2006 r. ustawodawca stanu Oklahoma uchwalił reformę ustawy nazwanej imieniem Kelsey Smith-Briggs (Kelsey Smith-Briggs Child Protection Reform Act) dotyczącej ochrony dzieci, reformy sądów, OKDHS, sposobu jak i rozstrzygania spraw dotyczących przemocy wobec dzieci i zaniedbania.